# Michael Cerularius
Michael Cerularius (grekiska: Μιχαὴλ Κηρουλάριος) , född cirka 1000 i Konstantinopel, död 1059, var patriark av Konstantinopel från 1043 till sin död. Under Michael Cerularius tid som patriark inträffade stora schismen.